# Campanula trichocalycina
Campanula trichocalycina là loài thực vật có hoa trong họ Hoa chuông. Loài này được Michele Tenore mô tả khoa học đầu tiên năm 1811.